# San Mateo Atenco
San Mateo Atenco é um município do estado do México, no México.